# Leopolda (convegno)
La Leopolda è un convegno politico ideato e lanciato da Matteo Renzi a partire dal 2010, che si svolge ogni anno nel periodo autunnale a Firenze presso l'ex stazione Leopolda, che dal 2019 diventa il convegno ufficiale di Italia Viva, partito politico fondato da Renzi.

## Storia

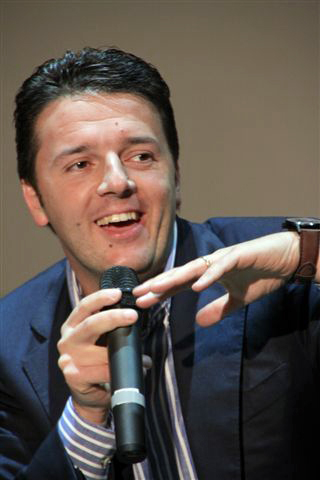
Matteo Renzi, allora sindaco di Firenze, nel 2010

La prima edizione è stata l'incontro Prossima fermata Italia organizzato tra il 5 e il 7 novembre 2010 da Matteo Renzi e Giuseppe Civati, allora rispettivamente sindaco di Firenze e consigliere regionale della Lombardia, dopo aver lanciato in estate la richiesta di un forte rinnovamento della classe dirigente del Partito Democratico (PD), ragione per cui vennero soprannominati i "rottamatori". Organizzarono un evento presso l'ex stazione Leopolda di Firenze invitando diversi amministratori, politici e professionisti per lanciare l'attacco ai vertici del PD di allora. Tra i partecipanti al convegno, che vide la partecipazione di 6.800 persone registrate, ci furono anche l'europarlamentare Debora Serracchiani e il vicepresidente del PD Ivan Scalfarotto.
Dopo la separazione da Civati a causa di divergenze politiche, Renzi ha proseguito annualmente l'organizzazione della convention: l'edizione del 2011, intitolata Big Bang, vide come co-conduttore e braccio destro di Renzi Matteo Richetti, presidente dell'Assemblea legislativa dell'Emilia-Romagna; tra gli interventi dal palco Davide Faraone, allora consigliere comunale a Palermo, Giorgio Gori, futuro sindaco di Bergamo, l'economista Luigi Zingales, e i sindaci di Torino Sergio Chiamparino e di Reggio Emilia Graziano Delrio. L'obiettivo della seconda edizione era quello di andare oltre il PD guidato da Pier Luigi Bersani, chiedendo le primarie per scegliere il candidato Presidente del Consiglio del centro-sinistra, ruolo che secondo lo statuto del PD allora vigente, spettava automaticamente al segretario del partito.
La terza edizione del convegno, con lo slogan "Viva l'Italia viva", si svolse dal 16 al 18 novembre 2012, in piena campagna elettorale e la settimana precedente alle primarie del centro-sinistra "Italia. Bene Comune" per la scelta del leader della coalizione di centro-sinistra e candidato alla Presidenza del Consiglio, in cui Renzi sfidava il segretario del PD Pier Luigi Bersani; vide la partecipazione del finanziere Davide Serra, del giornalista Marco Damilano e del giuslavorista Pietro Ichino.
La quarta Leopolda, svoltasi tra 25-27 ottobre 2013 e intitolata "Diamo un nome al futuro", ebbe luogo durante la campagna elettorale delle primarie per la leadership del PD in cui Renzi sfidò Gianni Cuperlo, ex segretario di FGCI e Sinistra Giovanile considerato vicino a Massimo D'Alema, e Civati, nel frattempo eletto deputato; l'edizione fu condotta dalla deputata Maria Elena Boschi e, tra gli ospiti, si fece notare il regista Pif, che lanciò un j'accuse contro l'indulgenza dei politici verso mafiosi e corrotti.
La quinta edizione della Leopolda si tenne il 24-26 ottobre 2014, la prima con Renzi da segretario del Partito Democratico e Presidente del Consiglio: numerosi i temi affrontati, soprattutto di politica economica nazionale e internazionale (tra cui Ucraina e Libia), paragonando i critici delle sue proposte al «pensionato nel cantiere che prevede che i lavori nella stradina sotto casa sua non verranno mai finiti», in riferimento alla manifestazione della CGIL organizzata a Roma per criticare il Jobs Act e a difesa dell’articolo 18. L'edizione fu organizzata nuovamente da Maria Elena Boschi e vide alla conduzione quattro deputati esponenti dell'ala renziana del PD: Edoardo Fanucci, Silvia Fregolent, Luigi Famiglietti e Lorenza Bonaccorsi.
La sesta edizione si è svolta dall'11 al 13 dicembre 2015, intitolata "Terra degli uomini" riprendendo il titolo dell'omonimo libro di Antoine de Saint-Exupéry, autore del romanzo Il piccolo principe. Sono intervenute alcune personalità del governo e varie persone elette a livello locale. Nacque il concetto "generazione Leopolda" e nella convention si svolsero, tra gli altri interventi, dei question time con alcuni ministri del governo Renzi (Delrio, Boschi, Pinotti, Giannini, Madia, Poletti, Gentiloni e Padoan).
La settima edizione si è svolta dal 4 al 6 novembre 2016, esattamente a un mese dal referendum costituzionale sulla riforma Renzi-Boschi del 4 dicembre, promuovendone il voto a favore come dallo slogan "E adesso il futuro". Durante l'evento, a Firenze un gruppo di manifestanti protesta contro l'evento e il governo Renzi, scontrandosi con la polizia.
L'ottava edizione, intitolata "L8-In/contro", si è svolta dal 24 al 26 novembre 2017, quasi un anno dopo la sconfitta referendaria e le conseguenti dimissioni da Presidente del Consiglio di Renzi, che ha parlato di alcune iniziative per contrastare le notizie false, di disabilità e assistenza e di altre idee per il futuro del PD. Questa edizione è stata oggetto di satira da parte del comico Maurizio Crozza, in quanto disertata da storici partecipanti del convegno come Alessandro Baricco, Oscar Farinetti e Paolo Gentiloni.
La nona edizione si è svolta dal 19 al 21 ottobre 2018, dopo la sconfitta alle elezioni politiche del 4 marzo 2018 e le conseguenti dimissioni di Renzi da segretario del PD, dove, oltre ad attaccare i dirigenti del PD che gli hanno voltato le spalle, bollandoli come "beneficiati e rancorosi", e i vicepremier del governo Conte I, Matteo Salvini e Luigi Di Maio, definendoli "cialtroni", Renzi ha lanciato i comitati civici "Ritorno al Futuro", in riferimento all'omonimo film.
La decima edizione si è svolta dal 18 al 20 ottobre 2019 e ha visto la fondazione ufficiale del partito di stampo liberale e centrista, Italia Viva; Renzi parla della manovra finanziaria del governo Conte II, inclusi gli strumenti per la lotta all’evasione fiscale, e gli obiettivi del nuovo partito: assorbire larga parte del consenso del PD, come fatto da En Marche di Emmanuel Macron al Partito Socialista in Francia, e di Forza Italia, oltre ai suoi dirigenti e militanti, arrivando alla doppia cifra.
Nel 2020, a causa della pandemia di COVID-19, il convegno si è svolto in un'unica giornata: l'11 settembre; data la forma ridotta, tale evento non è stato annoverato dagli organizzatori tra le edizioni ufficiali della Leopolda.
Nel 2021 si è avuto il ritorno alla classica formula in 3 giorni (19-21 novembre), dove interviene Carlo Nordio, già procuratore aggiunto di Venezia e futuro ministro della giustizia del governo Meloni, a sostegno della tesi sulla separazione delle carriere dei magistrati, e il condirettore del Corriere dello Sport Alessandro Barbano, contro la confisca dei beni e l'ergastolo ai mafiosi. Inoltre durante l'evento Renzi lancia la candidatura di Davide Faraone a sindaco di Palermo alle elezioni amministrative del 2022, che non avrà seguito.
Il 22 agosto 2022 la Leopolda di quell'anno viene rimandata a data da destinarsi, a causa della concomitanza delle elezioni politiche. In seguito, la volontà di Italia Viva di continuare ad organizzare il convegno è stata causa di tensioni con Azione.
La dodicesima edizione si è svolta dall'8 al 10 marzo 2024, in vista delle elezioni europee del 2024, tant'è che lo slogan, Riaccendere le stelle, si riferisce alle stelle presenti sulla bandiera dell'Europa).

## Edizioni
| Ed. | Data                | Slogan                    |
| --- | ------------------- | ------------------------- |
| 1ª  | 5-7 novembre 2010   | Prossima fermata Italia   |
| 2ª  | 28-30 ottobre 2011  | Big Bang                  |
| 3ª  | 16-18 novembre 2012 | Viva l'Italia viva        |
| 4ª  | 25-27 ottobre 2013  | Diamo un nome al futuro   |
| 5ª  | 24-26 ottobre 2014  | Il futuro è solo l'inizio |
| 6ª  | 11-13 dicembre 2015 | Terra degli Uomini        |
| 7ª  | 4-6 novembre 2016   | E adesso il futuro        |
| 8ª  | 24-26 novembre 2017 | L8-In/Contro              |
| 9ª  | 19-21 ottobre 2018  | Ritorno al futuro         |
| 10ª | 18-20 ottobre 2019  | Italiaventinove           |
| —   | 11 settembre 2020   | Quelli della Leopolda     |
| 11ª | 19-21 novembre 2021 | Diamo voce al merito      |
| 12ª | 8-10 marzo 2024     | Riaccendere le stelle     |